# 완원군
완원군(完原君, 1481년 1월 28일(음력 1480년 12월 29일)) ∼ 1509년 12월 7일 (음력 10월 26일))은 조선의 왕족으로 성종의 4남이자 서3남이며, 생모는 숙의 홍씨이다. 휘는 수(忄+遂), 자는 득지(得之)이다.

## 생애
숙의 홍씨(淑儀 洪氏)의 소생으로, 1489년(성종 20) 10세에 완원군(完原君)으로 봉해졌다. 1492년(성종 23) 13세의 나이로 면천군부인(沔川郡夫人) 전주 최씨(全州 崔氏)와 혼례를 올렸으나 최씨는 딸을 하나 남기고 1500년(연산군 6) 12월 11일 세상을 떠났다. 1502년(연산군 8) 23세 되던 해 여름, 정선군부인(旌善郡夫人) 양천 허씨(陽川 許氏)를 맞아 이듬해 9월 3일 이성군(伊城君)을 낳았다. 1504년(연산군 10) 갑자사화에 연루되어 충청도 부여로 유배되었다가 1506년(중종 1)에 중종반정으로 유배에서 풀려났다. 1506년(중종 1) 중종반정 직후에는 특별히 정국원종공신 1등에도 책록되었다.
완원군은 1509년에 병이 들어 죽었는데 그가 죽은 후 중종반정에서 원종공신의 공로를 빼앗긴 종실의 서얼들이 완원군을 왕으로 옹립하려는 계획이 있었음이 드러났다. 시호는 소도(昭悼)이다.

## 가족관계
- 부 : 성종(成宗, 1457 ~ 1494)
- 모 : 숙의 홍씨(淑儀 洪氏, 1457 ~ 1510)
  - 누나 : 혜숙옹주 수란(惠淑翁主 秀蘭)
  - 동생 : 회산군 념(檜山君 恬)
  - 동생 : 견성군 돈(甄城君 惇)
  - 동생 : 정순옹주(靜順翁主)
  - 동생 : 익양군 회(益陽君 懷)
  - 동생 : 경명군 침(景明君 忱)
  - 동생 : 운천군 인(雲川君 𪬦)
  - 동생 : 양원군 희(楊原君 憘)
  - 동생 : 정숙옹주 여란(靜淑翁主 如蘭)
- 정부인 : 면천군부인 전주 최씨(沔川郡夫人 全州崔氏) - 생원(生員) 증찬성(贈贊成) 최하림(崔河臨)의 딸
- 계부인 : 정선군부인 양천 허씨(旌善郡夫人 陽川許氏) - 별좌(別坐) 증찬성(贈贊成) 허적의 딸
  - 장녀 : ?
  - 장남 : 이성군 수강(伊城君 壽剛, 1502 ~ ?)
  - 자부 : 서원군 한순(西原君 韓恂)의 딸 청주 한씨
    - 손자 : 의원군 억(義原君 億, 1522 ~ ?)
    - 손자 : 의천군 인(義泉君 仁, 1524 ~ ?)

  - 차남 : 이천군 수례(伊川君 壽禮) - 운천군에게 출계
  - 차녀 : 하양 허씨(河陽許氏) 봉사(奉事) 허귀(許龜)에게 출가(出嫁)
    - 외손자 : 허충종(許忠宗, 1528 ~ ?)
    - 외손녀 : 진주 강씨 병사(兵使) 강려(姜侶)에게 출가(出嫁)
    - 외손녀 : 허예종(許禮從, 1531 ~ ?) - 전주 이씨 통정(通政) 이윤철(李允哲)에게 출가(出嫁)
    - 외손자 : 허효종(許孝宗, 1534 ~ ?)

  - 3녀 : 이수진(李守眞,
  - 사위 : 덕수 이씨(德水李氏) 직장(直長) 이원겸(李元謙)에게 출가(出嫁)
    - 외손녀 : 이복수(李福壽, 1528 ~ ?) - 신평 이씨 부장(部將) 이맹(李萠)에게 출가(出嫁)
    - 외손녀 : 이복개(李福介) - 내금위(內禁衛) 임팽윤(任彭倫)에게 출가(出嫁)
    - 외손자 : 이흡(李洽, 1529 ~ ?)
    - 외손자 : 이윤(李潤, 1539 ~ ?)
    - 외손자 : 이숙(李淑, 1542 ~ ?)